# 프로베니우스 방법
프로베니우스 방법(Frobenius方法, 영어: Frobenius method)은 특정한 종류의 선형 상미분 방정식을 거듭제곱 급수 전개로 푸는 방법이다.

## 정의
정칙 함수 {\displaystyle p_{1}(z),\dots ,p_{k}(z)}가 {\displaystyle z=0}에서 특이점을 갖지 않는다고 하자. 미지의 정칙 함수 {\displaystyle f(z)}에 대한 k차 선형 상미분 방정식
{\displaystyle f^{(k)}(z)+z^{-1}p_{k-1}(z)f^{(k-1)}(z)+\cdots +z^{1-n}p_{1}(z)f'(z)+z^{-n}p_{0}f(z)=0}
은 {\displaystyle z=0}에서 정칙 특이점을 갖는다. 그렇다면, 프로베니우스 방법은 {\displaystyle f}를 다음과 같은 급수를 가설 풀이로 대입하여 미분 방정식을 푸는 방법이다.
{\displaystyle f(z)=z^{r}+a_{1}z^{r+1}+a_{2}z^{r+2}+\cdots }
이 경우, 미지의 최저 차수 {\displaystyle r}는 다음과 같이 구한다. 미분 방정식은 {\displaystyle z\to 0} 근처에서 다음과 같다.
{\displaystyle 0=\left(r(r-1)\cdots (r-k+1)+p_{k-1}(0)r(r-1)\cdots (r-k+2)+\cdots +p_{1}(0)r+p_{0}(0)\right)z^{r-k}+{\mathcal {O}}(z^{r-k+1})}
따라서,
{\displaystyle 0=r(r-1)\cdots (r-k+1)+p_{k-1}(0)r(r-1)\cdots (r-k+2)+\cdots +p_{1}(0)r+p_{0}(0)}
임을 알 수 있다. {\displaystyle r}에 대한 이 n차 다항식을 결정 다항식(영어: indicial polynomial)이라고 하며, {\displaystyle r}는 결정 다항식의 근이다.
- 만약 결정 다항식의 근들의 차가 정수가 아니라면, 모든 해들은 위와 같은 거듭제곱 급수로 전개될 수 있다.
- 만약 결정 다항식의 근들 가운데 일부가 일치하거나, 아니면 근들의 차 가운데 일부가 정수라면, 일반적으로 해는 다음과 같이 로그 항이 포함될 수 있다.

{\displaystyle f(z)=z^{r}\sum _{m=1}^{k-1}\sum _{n=0}^{\infty }a_{m,n}(\ln z)^{m}z^{n}}
다만, 항상 순수하게 거듭제곱 급수 꼴인 해가 적어도 하나는 존재한다 (푹스 정리 영어: Fuchs’ theorem).

### 근이 겹치는 경우
결정 다항식의 근들이 {\displaystyle \{r_{1},\dots ,\}}이고, {\displaystyle \lambda _{i}}의 중복도가 {\displaystyle m_{i}}라고 하자. 또한, {\displaystyle i\neq j}인 경우 {\displaystyle r_{i}-r_{j}}가 항상 정수가 아니라고 하자. 그렇다면 프로베니우스 방법에 의하여, 각 {\displaystyle r^{i}}에 대응되는 해들은 다음과 같은 꼴이다.
{\displaystyle f_{i,0}=z^{r_{i}}(\cdots )}
{\displaystyle f_{i,1}=f_{i,0}(z){\frac {\ln z}{2\pi i\exp(2\pi ir_{i})}}+z^{r_{i}}(\cdots )}
{\displaystyle f_{i,2}=f_{i,1}(z){\frac {\ln z}{2\pi i\exp(2\pi ir_{i})}}+z^{r_{i}}(\cdots )}
{\displaystyle \vdots }
{\displaystyle f_{i,m_{i}-1}=f_{i,m_{i}-2}(z){\frac {\ln z}{2\pi i\exp(2\pi ir_{i})}}+z^{r_{i}}(\cdots )}
여기서 {\displaystyle (\cdots )}는 {\displaystyle z=0}에서 정칙 함수를 나타낸다. 이 경우, {\displaystyle z=0}을 반시계방향으로 한 번 돈 모노드로미는 다음과 같이 조르당 표준형이 된다.
{\displaystyle {\begin{pmatrix}f_{i,m_{i}-1}\\f_{i,m_{i}-2}\\\vdots \\f_{i,1}\\f_{i,0}\end{pmatrix}}\mapsto {\begin{pmatrix}\exp(2\pi ir_{i})&1\\&\exp(2\pi ir_{i})&1\\&&\ddots &\ddots \\&&&\exp(2\pi ir_{i})&1\\&&&&\exp(2\pi ir_{i})\\\end{pmatrix}}{\begin{pmatrix}f_{i,m_{i}-1}\\f_{i,m_{i}-2}\\\vdots \\f_{i,1}\\f_{i,0}\end{pmatrix}}}

## 낮은 차수 선형 방정식

### 1차 선형 방정식
1차 선형 방정식의 경우 결정 방정식은 1차 방정식이므로 쉽게 풀 수 있다. 미분 방정식
{\displaystyle f'(z)+p(z)f(z)/z=0}
의 경우, 결정 다항식은
{\displaystyle r=-p(0)}
이며, 이에 따라 해는
{\displaystyle f(z)=z^{-p(0)}(a_{0}+a_{1}z+a_{2}z^{2}+\cdots )}
의 꼴이다. 물론, 이 경우는 굳이 프로베니우스 방법을 쓰지 않아도 바로
{\displaystyle f(z)=\exp \left(C-\int _{0}^{z}{\frac {p(z')dz}{z'}}\right)=\exp \left(C-p(0)\ln z+p'(0)z+p''(0)z^{2}/4+\cdots \right)}
로 풀 수 있다. 이 경우, 반시계방향 회전 {\displaystyle z\to \exp(i\theta )z}에 대한 모노드로미는 프로베니우스 방법과 마찬가지로
{\displaystyle f(z)\to \exp(-2\pi ip(0))f(z)}
가 됨을 알 수 있다.

### 2차 선형 방정식
2차 선형 방정식의 경우, 결정 다항식은 2차 방정식이므로, 쉽게 풀 수 있다.
{\displaystyle r={\frac {1}{2}}\left(1-p_{1}(0)\pm {\sqrt {(p_{1}(0)-1)^{2}-4p_{2}(0)}}\right)}
이 경우 두 근을 {\displaystyle r_{1},r_{2}}라고 하자. 이 경우 다음과 같은 경우가 가능하다.
- 만약 두 근이 서로 겹치지 않고, 또한 {\displaystyle r_{1}-r_{2}}가 정수가 아니라면

{\displaystyle f_{1}(z)=z^{r_{1}}\left(a_{0}+a_{1}z+a_{2}z^{2}+\cdots \right)}
{\displaystyle f_{2}(z)=z^{r_{2}}\left(b_{0}+b_{1}z+b_{2}z^{2}+\cdots \right)}
와 같은 꼴의 두 해가 존재한다. 이 경우, {\displaystyle z\to \exp(i\theta )z}와 같이 반시계방향으로 변환하면, 다음과 같은 모노드로미를 얻는다.
{\displaystyle {\begin{pmatrix}f_{1}\\f_{2}\end{pmatrix}}\to {\begin{pmatrix}\exp(2\pi ir_{1})&0\\0&\exp(2\pi ir_{2})\end{pmatrix}}{\begin{pmatrix}f_{1}\\f_{2}\end{pmatrix}}}
- 만약 두 근이 서로 겹친다면 ({\displaystyle r_{1}=r_{2}=r}) 두 근은 다음과 같은 꼴이다.

{\displaystyle f_{1}(z)=z^{r}\left(a_{0}+a_{1}z+a_{2}z^{2}+\cdots \right)}
{\displaystyle f_{2}(z)=f_{1}(z)\ln {z}+z^{r}\left(b_{0}+b_{1}z+b_{2}z^{2}+\cdots \right)}
이 경우, {\displaystyle z\to \exp(i\theta )z}와 같이 반시계방향으로 변환하면, 다음과 같은 모노드로미를 얻는다.
{\displaystyle {\begin{pmatrix}f_{1}\\f_{2}\end{pmatrix}}\to {\begin{pmatrix}\exp(2\pi ir)&0\\2\pi i\exp(2\pi ir)&\exp(2\pi ir)\end{pmatrix}}{\begin{pmatrix}f_{1}\\f_{2}\end{pmatrix}}}
- 만약 두 근이 서로 겹치지 않지만 그 차 {\displaystyle r_{1}-r_{2}=n\in \mathbb {Z} ^{+}}가 양의 정수라면 두 근은 다음과 같은 꼴이다.

{\displaystyle f_{1}(z)=z^{r_{1}}(a_{0}+a_{1}z+a_{2}z^{2}+\cdots )}
{\displaystyle f_{2}(z)=Cf_{1}(z)\ln z+z^{r_{2}}\left(b_{0}+b_{1}z+b_{2}z^{2}+\cdots \right)}
이 경우 {\displaystyle C=0} 또는 {\displaystyle C=1}이다. 이 경우, {\displaystyle z\to \exp(i\theta )z}와 같이 반시계방향으로 변환하면, 다음과 같은 모노드로미를 얻는다.
{\displaystyle {\begin{pmatrix}f_{1}\\f_{2}\end{pmatrix}}\to {\begin{pmatrix}\exp(2\pi ir_{1})&0\\2\pi iC\exp(2\pi ir_{1})&\exp(2\pi ir_{1})\end{pmatrix}}{\begin{pmatrix}f_{1}\\f_{2}\end{pmatrix}}}

## 예
베셀 방정식
{\displaystyle f''+z^{-1}f'+(1-\alpha ^{2}/z^{2})f=0}
을 생각해 보자. 이 경우, 결정 다항식은
{\displaystyle r(r-1)+r-\alpha ^{2}}
이다. 따라서
{\displaystyle r=\pm \alpha }
가 된다. 즉, {\displaystyle \alpha \not \in \mathbb {Z} }라면 해는 {\displaystyle z=0} 근처에서
{\displaystyle f(z)\propto z^{\pm \alpha }(1+\cdots )}
의 꼴이 된다. 실제로 베셀 방정식의 두 독립해는 베셀 함수 {\displaystyle \{J_{\alpha }(z),J_{-\alpha }(z)\}}에 의하여 주어지며, 이들은 {\displaystyle z=0} 근처에서 다음과 같다.
{\displaystyle J_{\pm \alpha }(z)\sim {\frac {(z/2)^{\pm \alpha }}{\Gamma (1\pm \alpha )}}+\cdots }
여기서 {\displaystyle \cdots }는 {\displaystyle z=0}에서 정칙 함수이다.
만약 {\displaystyle \alpha =0}이라면, 두 근이 겹치게 된다. 이 경우, 베셀 방정식의 두 독립해는 {\displaystyle \{J_{0}(z),Y_{0}(z)\}}이며, {\displaystyle z=0} 근처에서
{\displaystyle J_{0}(z)\sim 1+\cdots }
{\displaystyle Y_{0}(z)\sim (2/\pi )J_{0}(z)\ln z+\cdots }
이다. 여기서 {\displaystyle \cdots }는 {\displaystyle z=0}에서 정칙 함수이다.
만약 {\displaystyle \alpha =n\in \mathbb {Z} ^{+}}이라면, 두 근의 차가 정수가 된다. 이 경우, 베셀 방정식의 두 독립해는 {\displaystyle \{J_{n}(z),Y_{n}(z)\}}가 된다. 이 경우
{\displaystyle J_{n}(z)\sim (z/2)^{n}/n!+\cdots }
{\displaystyle Y_{n}(z)\sim (2/\pi )\pi J_{n}(z)\ln z+z^{-n}(\cdots )}
이다. 여기서 {\displaystyle \cdots }는 {\displaystyle z=0}에서 정칙 함수이다.

## 같이 보기
- 정칙 특이점
- 로랑 급수

## 참고 문헌
- Kreyszig, Erwin (1999). 《Advanced Engineering Mathematics》 8판. John Wiley & Sons, INC. ISBN 0-471-15496-2.